# Torpedo (Automarke)
Torpedo war eine britische Automobilmarke, die nur 1909 von der F. Hopper & Co. Ltd. in Barton-upon-Humber, North Lincolnshire gebaut wurde.
Es gab drei Modelle. Der kleinste war ein 6 hp mit Einzylindermotor. Die beiden größeren boten auf einem Fahrgestell mit größerem Radstand einen Zweizylinder-Reihenmotor mit 1.531 cm³ oder einen Vierzylinder-Reihenmotor mit 1.615 cm³.

## Quelle
- David Culshaw & Peter Horrobin: The Complete Catalogue of British Cars 1895-1975. Veloce Publishing plc. Dorchester (1997). ISBN 1-874105-93-6